# Conistra transversa
Conistra transversa là một loài bướm đêm trong họ Noctuidae.